# ASL 항공 벨기에의 운항 노선
ASL 항공 벨기에는 다음과 같은 노선을 운항하고 있다.(2016년 11월 기준)

## 운항 노선

### 아시아

#### 동아시아
- 중화인민공화국
  - 상하이 - 상하이 푸둥 국제공항
- 홍콩
  - 홍콩 - 홍콩 첵랍콕 국제공항
- 싱가포르
  - 싱가포르 - 싱가포르 창이 국제공항

#### 남아시아
- 인도
  - 델리 - 인디라 간디 국제공항

#### 서남아시아
- 아랍에미리트
  - 두바이 - 두바이 국제공항
- 이스라엘
  - 텔아비브 - 벤구리온 국제공항

### 아프리카

#### 북아프리카
- 모로코
  - 아가디르 - 아가디르 알마시라 공항
  - 마라케시 - 마라케시 메나라 공항
  - 탕헤르 - 이븐 바투타 국제공항
- 튀니지
  - 제르바 섬 - 제르바 자르지스 국제공항
  - 튀니스 - 튀니스 카르타고 국제공항

### 유럽

#### 서유럽
- 영국
  - 런던 - 런던 스탠스테드 공항
  - 노리치 - 노리치 공항
  - 노팅엄 - 이스트 미들랜드 공항
  - 벨파스트 - 벨파스트 공항
  - 브리스톨 - 브리스톨 공항
  - 에든버러 - 에든버러 공항
- 프랑스
  - 파리 - 르부르제 공항
  - 리옹 - 생텍쥐페리 국제공항
  - 렌 - 렌 생자크 공항
  - 마르세유 - 마르세유 프로방스 공항
  - 보르도 - 보르도 메리냑 공항
  - 아작시오 - 아작시오 나폴레옹 보나파르트 공항
  - 타르브/루르드 - 타르브 루르드 피레네 공항
  - 툴루즈 - 툴루즈 블라냑 공항
- 독일
  - 베를린 - 베를린 테겔 국제공항
  - 뮌헨 - 뮌헨 국제공항
  - 프랑크푸르트 - 프랑크푸르트 국제공항
  - 뉘른베르크 - 뉘른베르크 공항
  - 에르푸르트 - 에르푸르트 공항
  - 하노버 - 하노버 공항
- 아일랜드
  - 더블린 - 더블린 공항
  - 섀넌 - 섀넌 공항
- 네덜란드
  - 암스테르담 - 암스테르담 스키폴 국제공항
  - 마스트리흐트 - 마스트리흐트 아헨 공항
- 벨기에
  - 브뤼셀 - 브뤼셀 공항
  - 리에주 - 리에주 공항 허브
  - 샤를루아 - 샤를루아 공항

#### 중유럽
- 스위스
  - 제네바 - 제네바 국제공항
  - 바젤 - 유로 에어포트
- 오스트리아
  - 빈 - 빈 국제공항
  - 인스브루크 - 인스브루크 공항

#### 남유럽
- 그리스
  - 아테네 - 아테네 국제공항
  - 코르푸 - 코르푸 국제공항
  - 헤라클리온 - 헤라클리온 국제공항
- 몰타
  - 루카 - 몰타 국제공항
- 스페인
  - 마드리드 - 마드리드 바라하스 국제공항
  - 바르셀로나 - 바르셀로나 엘프라트 국제공항
  - 발렌시아 - 발렌시아 공항
  - 비토리아 - 비토리아 공항
  - 사라고사 - 사라고사 공항
  - 세비야 - 세비야 공항
  - 알리칸테 - 알리칸테 공항
  - 팔마데마요르카 - 팔마데마요르카 공항
- 슬로베니아
  - 류블랴나 - 류블랴나 요제 푸치니크 국제공항
  - 마리보르 - 마리보르 에드바르 루스얀 공항
- 이탈리아
  - 로마 - 로마 참피노 국제공항
  - 라메지아테르메 - 라메지아테르메 국제공항
  - 밀라노 - 밀라노 말펜사 국제공항
  - 베르가모 - 오리오 알세리오 국제공항
  - 볼로냐 - 볼로냐 굴리엘모 마르코니 국제공항
  - 몬티키아리 - 브레시아 공항
  - 올비아 - 올비아 코스타스 메랄다 공항
  - 카타니아 - 카타니아 폰타나로사 공항
  - 칼리아리 - 칼리아리 엘마스 공항
- 키프로스
  - 라르나카 - 라르나카 국제공항
- 튀르키예
  - 이스탄불 - 아타튀르크 국제공항
  - 보드룸 - 밀라스 보드룸 공항
  - 안탈리아 - 안탈리아 공항
- 포르투갈
  - 리스본 - 리스본 포르텔라 국제공항
  - 포르투 - 포르투 공항

#### 동유럽
- 러시아
  - 모스크바 - 셰레메티예보 국제공항
- 루마니아
  - 부쿠레슈티 - 헨리 코안더 국제공항
- 불가리아
  - 소피아 - 소피아 공항
- 에스토니아
  - 탈린 - 탈린 공항
- 체코
  - 프라하 - 프라하 바츨라프 하벨 국제공항
  - 브르노 - 브르노 투라니 공항
- 폴란드
  - 바르샤바 - 바르샤바 프레드릭 쇼팽 국제공항
  - 카토비체 - 카토비체 국제공항
  - 그단스크 - 그단스크 레흐 바웬사 공항
- 헝가리
  - 부다페스트 - 부다페스트 리스트 페렌츠 국제공항

#### 북유럽
- 노르웨이
  - 오슬로 - 오슬로 가르데르모엔 국제공항
- 덴마크
  - 빌룬드 - 빌룬드 공항
- 스웨덴
  - 스톡홀름 - 스톡홀름 베스테로스 공항
  - 말뫼 - 말뫼 공항
  - 예테보리 - 예테보리 란테보리 공항
  - 옌세핑 - 옌세핑 공항
  - 외레브로 - 외레브로 공항
- 핀란드
  - 헬싱키 - 헬싱키 반타 국제공항
  - 투르쿠 - 투르쿠 공항

### 아메리카

#### 북아메리카
- 미국
  - 뉴욕 - 존 F. 케네디 국제공항
  - 애틀랜타 - 하츠필드 잭슨 애틀랜타 국제공항
- 캐나다
  - 핼리팩스 - 핼리팩스 스탠필드 국제공항
- 멕시코
  - 과달라하라 - 미겔 이달고 이 코스티야 국제공항